# Ефект «гірше ніж середній»
Ефект «гірше ніж середній» або ефект «нижче середнього» — це людська тенденція недооцінювати свої досягнення та можливості у порівнянні з іншими.
Цей ефект є протилежним до зазвичай поширенішого ефекту «краще ніж середній» (в контекстах, коли їх порівнюють між собою) або до ефекту надмірної впевненості (в інших ситуаціях. Ефект «гірше ніж середній» нещодавно було запропоновано для пояснення ефекту, коли люди недооцінюють свої гарні, привабливі риси).
Ефект «гірше ніж середній» має тенденцію виникати, коли шанси на успіх оцінюються як дуже низькі. Зокрема, дослідження показують, що люди недооцінюють себе у таких випадках: здатність до жонглювання, здатність кататися на моноциклі, шанси прожити більше 100 років або знайти купюру в двадцять доларів США на вулиці протягом наступних двох тижнів (в США).
Деякі науковці намагалися пояснити це когнітивне упередження в термінах омани регресії або само-гандикапу. У статті 2012 року в американському журналі Psychological Bulletin було запропоновано, що ефект «гірше ніж середній» (а також інші когнітивні упередження) можуть бути пояснені простим інформаційно-теоретичним генеративним механізмом, що з помилками перетворює об'єктивні дані (спостереження) у суб'єктивні оцінки (судження).